# Makszud Giráj krími kán
Makszud Giráj (krími tatár: Maqsud Geray, مقصود كراى), (1720 – 1780) krími tatár kán, II. Szelamet kán fia.

## Első uralkodása
1748–1756 között Makszud Arszlán Giráj kán núreddinje volt. 1762-től 1764-ig, Kirim kán idején a kalgai méltóságot viselte. 1767-ben az újonnan kinevezett, ám a Krím felé tartó úton meghalt Arszlán kán helyébe a szultán őt nevezte ki kánnak. Az Orosz Birodalommal szemben gyorsan növekvő feszültség miatt alig tizennégy hónap múltán a szultán leváltotta, mert nem bízott hadvezéri képességeiben és helyére a kipróbált katonát, Kirim Girájt ültette.

## Második uralkodása
1771-ben, az orosz-török háború közepén újból kánná nevezték ki, ám a Krím-félsziget teljesen orosz megszállás alatt volt. A kán az Al-Dunához utazott és várt a kedvező alkalomra, amikor átvághat az oroszokhoz átállt nogáj tatárok földjén vagy hajóra szállhat. Ugyanekkor Mehmed unokatestvérét keletre küldte a cserkeszekhez, hogy megszervezze az oroszellenes felkelést. A várakozás elhúzódott, és időközben a szultán újabb expedíciót szervezett a Krímre (IV.) Devlet Giráj parancsnoksága alatt. Makszud ezt úgy értelmezte, hogy kiesett III. Musztafa kegyeiből, otthagyta a Dunát és törökországi birtokára utazott. Mire rájött, hogy tévedett, már késő volt, a szultán parancsának megtagadása miatt megfosztotta káni méltóságától. Makszud másodszorra hét hónapig viselte a krími kán címet.
Makszud Giráj 1780-ban halt meg törökországi birtokán.

## Fordítás
Ez a szócikk részben vagy egészben  a(z)   Максуд Герай című orosz Wikipédia-szócikk ezen változatának fordításán alapul.  Az eredeti cikk szerkesztőit annak laptörténete sorolja fel. Ez a jelzés csupán a megfogalmazás eredetét és a szerzői jogokat jelzi, nem szolgál a cikkben szereplő információk forrásmegjelöléseként.
| Előző uralkodó: Arszlán Giráj | Krími kán 1767 – 1768 | Következő uralkodó: Kirim Giráj |

| Előző uralkodó: III. Szelim Giráj | Krími kán 1771 – 1772 | Következő uralkodó: II. Száhib Giráj |